# Fou
El fou (缶 o 缻) es un instrumento de percusión de música tradicional china hecho de arcilla y bronce. Su origen data de la Dinastía Xia o Shang (ss. XXI - XI a. C.)

## En los Juegos Olímpicos
Su aparición pública masiva se ha realizado durante la Ceremonia de Inauguración de los Juegos Olímpicos de Pekín 2008, el 8 de agosto, cuando los percusionistas realizaron una presentación sincronizada utilizando este instrumento. Los de la inauguración tenían un marco luminoso compuesto por leds rodeando cada instrumento, con lo que producían tanto efecto musical como de display, con lo que se realizaban caracteres luminosos.